# 생동하는 이탈리아
생동하는 이탈리아(이탈리아어: Italia Viva 이탈리아 비바[*])는 2014년부터 2016년까지 총리직을 지낸 마테오 렌치의 주도로 세워진 사회자유주의 정당이다. 정치적으로 중도를 표방하지만 이탈리아 정계 내에서 좌파 세력과 뜻을 같이하고 있으며, 민주당과 오성운동이 주도하는 연정에도 참가하고 있다.